# Galeno
Wenderson Rodrigues do Nascimento Galeno (Barra do Corda, 21 oktober 1997) (bekend als Galeno) is een Braziliaans voetballer die bij voorkeur als vleugelspeler speelt. In 2024 debuteerde hij voor Brazilië.

## Clubcarrière
Gelano debuteerde in oktober 2017 voor FC Porto in de Primeira Liga. In januari 2018 werd hij uitgeleend aan Portimonense. Tijdens het seizoen 2018/19 werd hij uitgeleend aan Rio Ave. In augustus 2019 tekende de Braziliaan een vijfjarig contract bij SC Braga. In januari 2022 kocht FC Porto Galeno terug voor negen miljoen euro. Op 13 maart 2022 scoorde hij zijn eerste doelpunt voor Porto tegen Tondela. In januari 2024 kreeg hij een contractverlenging tot 2028.
Op 31 januari 2025 sloot Galeno zich aan bij de Saoedische club Al-Ahli voor een transfersom van naar verluidt €50 miljoen. In zijn debuutseizoen won hij met de selectie voor de allereerste keer in de clubgeschiedenis de AFC Champions League Elite, door in de 35e minuut een doelpunt te scoren in een 2-0 overwinning op het Japanse team Kawasaki Frontale in de finale, die op 3 mei 2025 in Jeddah werd gehouden.

## Interlandcarrière
Op 26 maart 2024 debuteerde Galeno voor Brazilië in een oefeninterland tegen Spanje. Hij viel na 82 minuten in voor Rodrygo. In blessuretijd dwong hij een penalty af waarna Lucas Paquetá de score gelijkmaakte (3-3).